# 柏傲山
柏傲山（英語：The Pavilia Hill）是位於香港港島天后天后廟道的豪華住宅，地址為天后廟道18A號。項目樓高由31至32層不等，由新世界發展及錦華置業（協成行轄下公司）發展，由新世界發展負責屋苑管理，於2016年第一季入伙。物業位處寶馬山以西的山腰位置，環境清幽寧靜，步行至港鐵天后站卻只需數分鐘的時間，甚為方便。項目質素之高深受投資者及名人追捧，第1座頂層複式連天池戶更於2019年四月以2.218億港元由招標形式售出，實用面積呎價達5.9萬港元，一度成為港島東呎價最貴的豪宅，但同年年底被北角豪宅海璇以每平方呎7.3萬港元所超越。

## 歷史
柏傲山前身是1-15號15幢4層高建於1953年的唐樓、皇龍道5-17號4幢6層高建於1959年的唐樓及2幢6層高由慈善團體持有的唐樓，早於2006年前，發展商以逐少併購的方式開始購入，先由新世界發展及協成行共同購入新東方臺4-5號八個單位，其後在2006年以6.5億元購入新東方臺1-3號、6-15號，當時屋宇署批准於約4萬方呎的地盤上建2幢33、34層高住宅，樓面達到33.2萬方呎，惟原地契有數十米的高度限制，故發展商需要向地政總署補地價，才能重建。
及後在2007年，發展商以3.35億購入皇龍道5-17號，最終於2008年完成收購，於2009年年中，屋宇署批出發展商可在新東方臺1-15號及皇龍道5-11號用地，興建5幢28層住宅連會所，並設3層停車場和1層平台，但因與政府商討補地價金額遲遲未達成共識，終至2012年發展商接受37.5億元的補地價，落實發展近三十九萬多方呎的大型發展項目。
至2015年8月初，本發展項目已賣出可售住宅單位數目的9成半，合計總值超過89億港元，平均實用面積呎價達28,205港元。
2019年5月3日中國恒大集團副主席兼行政總裁夏海鈞（Xia Hai Jun）以1.56億元購入6座32、33樓複式A室（連3車位），單位實用面積2,835平方呎，平台面積654方呎，天台面積1159方呎，連3車位，實用呎價55026元。

## 簡介
項目設有5座住宅物業（包括1-3座及5-6座），共提供358個由596至1,521平方呎的分層單位及2,835至3,751平方呎的複式單位，其中3房單位佔整屋苑近四成。住宅以日式美學的「引自然入室」為主調。
屋苑基座2及3樓設有名為「VILLA ON THE HILL」的會所]總面積19,720平方呎，由Koichiro Ikebuchi設計。設施包括室內游泳池、溫泉式風呂室、茶藝室、宴會廳、兒童遊樂場、健身室、兒童遊戲室、鋼琴室等。另有15,858平方呎的公用花園，日本襌派設計師由枡野俊明設計，園林富和式風格，強調與自然融為一體，並擺放日本運來五件石雕作品和六個庭園（有樂庭園、清淨庭園、流水庭園、清音庭園、戶外庭園及日光庭園）。
另外，物業共有141個車位的停車場（包括2個傷健人士車位），車位比例約1：2.6。而示範單位設於上環新紀元廣場中遠大廈。

## 途經之公共交通服務
見天后站#接駁交通。

## 建築圖像

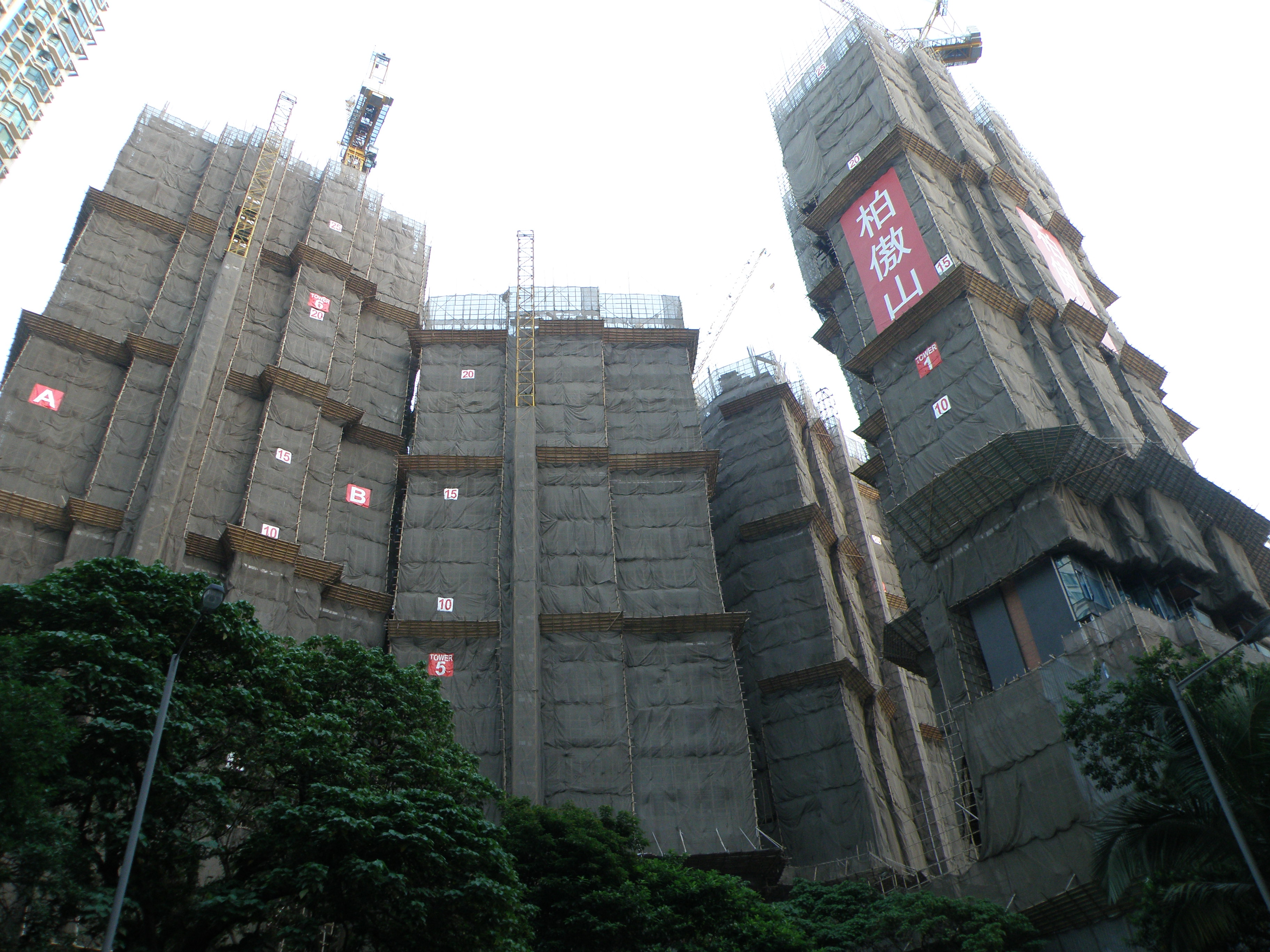
2014年10月
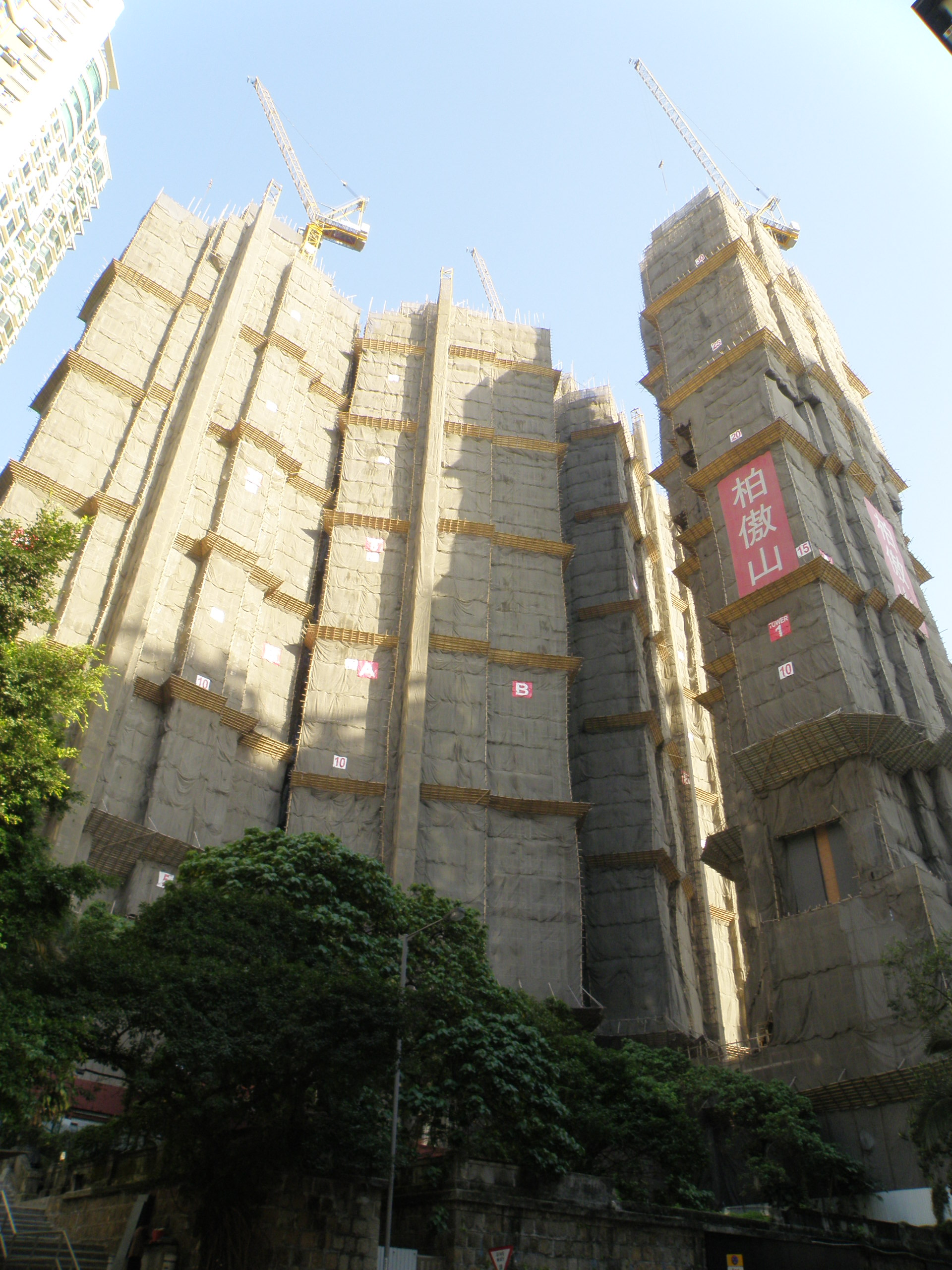
2015年4月

## 附近住宅
- 傲龍軒
- 飛龍臺
- 栢景臺

## 外部連結
- 柏傲山 官方網頁 （页面存档备份，存于）